# フランチェスコ・フリーニ
フランチェスコ・フリーニ（Francesco Furini、1600年頃または1603年 - 1646年8月19日）は、フィレンツェ出身のイタリア・バロック画家で、世俗的絵画および宗教的絵画の両方で、官能的なスフマート技法を用いることに特徴がある。

## 略歴
フィレンツェの無名な肖像画家、フィリッポ・フリーニ(Filippo Furini:別名: Pippo Sciamerone: c.1570-1624)の息子に生まれた。姉妹のアレッサンドラも画家となり、別の姉妹のアンジェリカはコジモ2世の宮廷詩人だった。
父親から絵を学んだ後、フィレンツェの画家、マッテオ・ロッセッリや、ドメニコ・パシニャーノ(Domenico Passignano: 1559–1638)に学び、ジョヴァンニ・ビリヴェルティからも影響を受けたとされる。フィレンツェのメディチ家の彫刻コレクションに影響を受け、1619年にローマに修行に出て、ローマの多くのカラヴァッジオの追随者たちの影響を受けた。とくにバルトロメオ・マンフレディやジョバンニ・ダ・サン・ジョバンニ(Giovanni da San Giovanni)とともに働いた。
1621年頃、フィレンツェに戻り、マッテオ・ロッセッリらとメディチ家のために装飾画を描いた。1633年に司祭になり修道院で働くが1634年にエンポリの教会のための祭壇画を描いた。1639年から1642年の間はフェルディナンド2世・デ・メディチの依頼を受けて、1636年にジョバンニ・ダ・サン・ジョバンニが亡くなり、未完になっていたフィレンツェのピッティ宮殿の装飾画の作成に参加した。
1646年にフィレンツェで没した。

## 作品

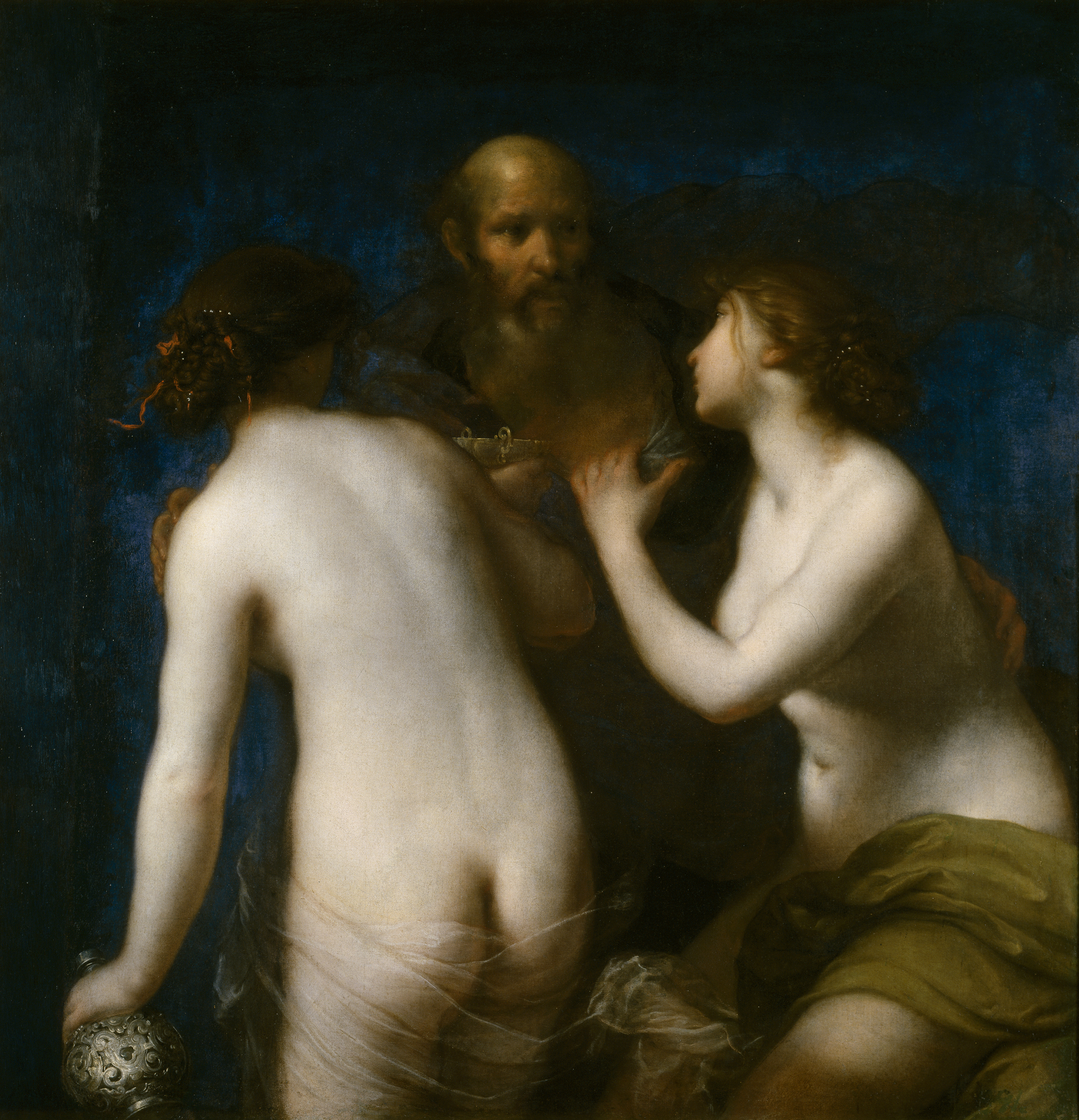
『ロトとその娘たち』、1634年ごろ、プラド美術館 (マドリード)
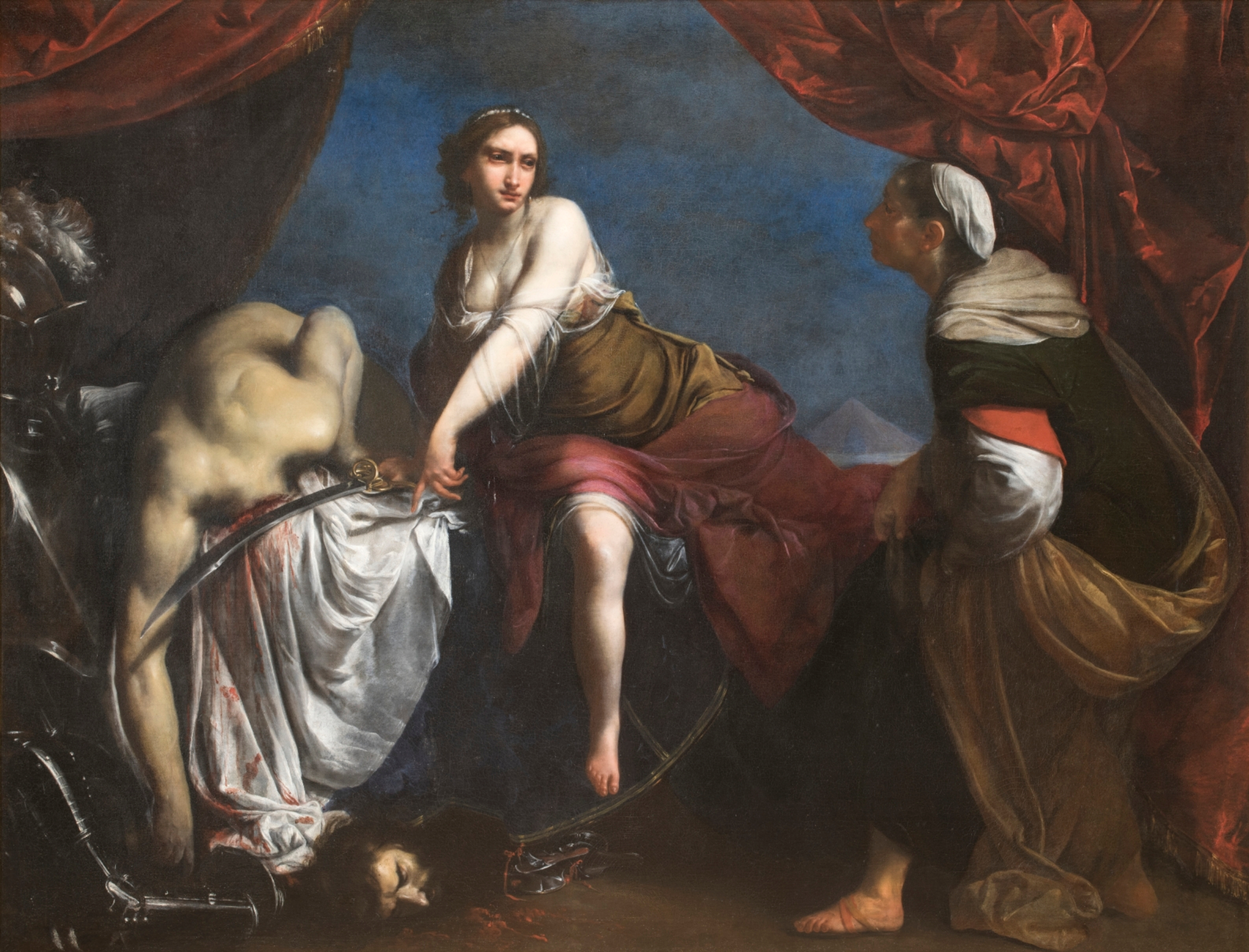
『ユディトとホロフェルネス』、1636年、バルベリーニ宮国立古典絵画館 (ローマ)
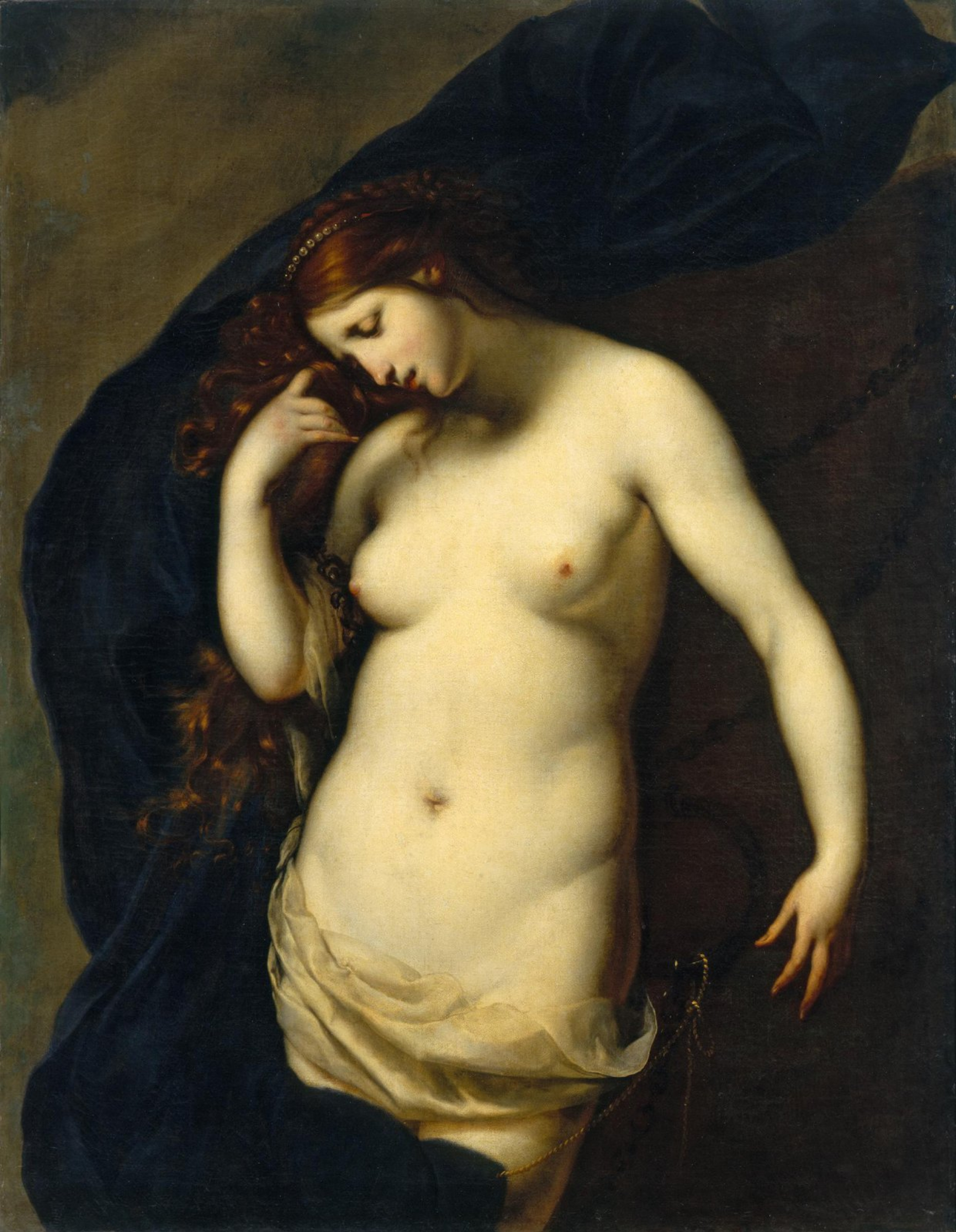
『アンドロメダ』、1636年ごろ、エルミタージュ美術館 (サンクトペテルブルク)
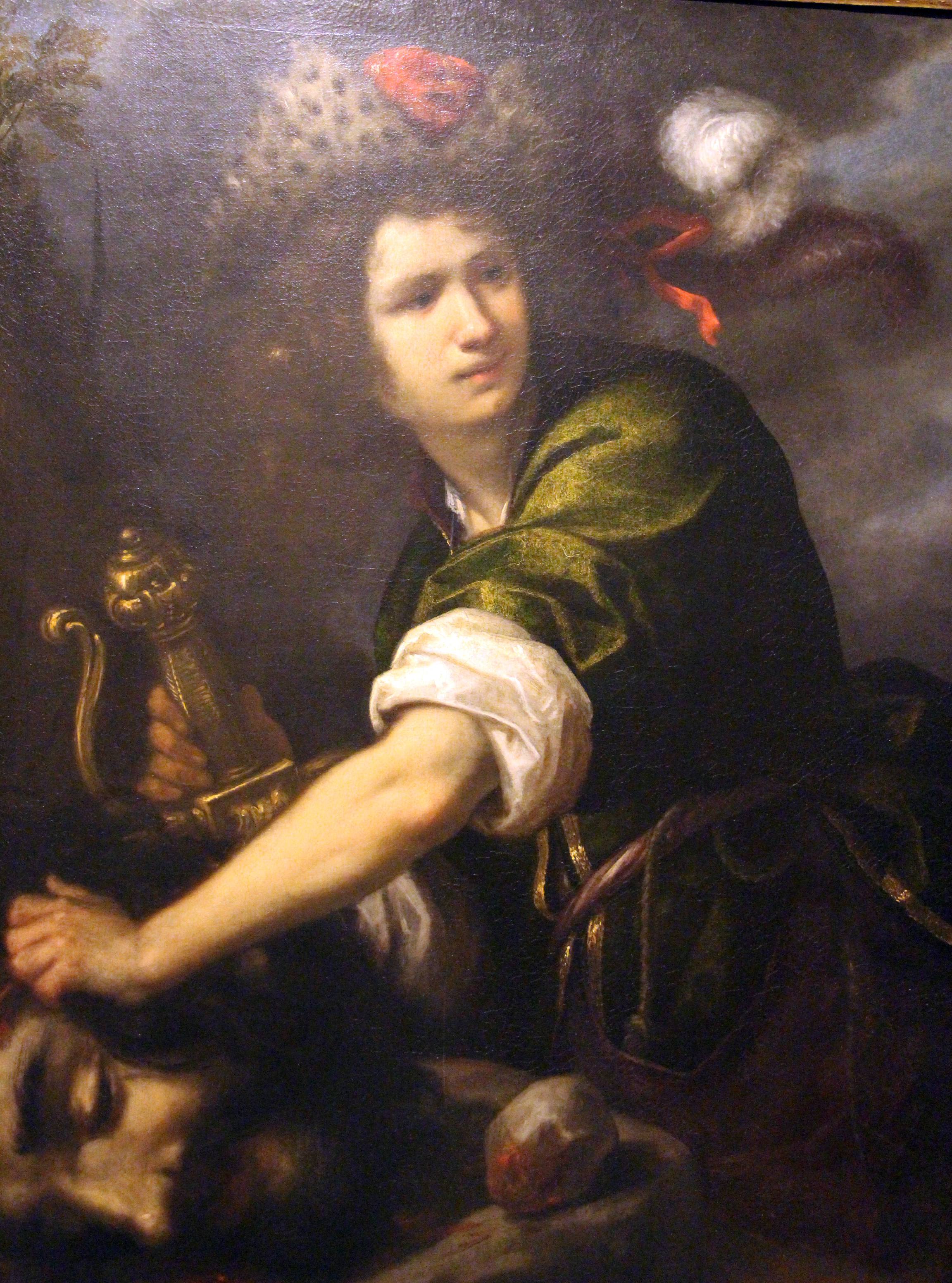
『ゴリアテの頭を持つダビデ』
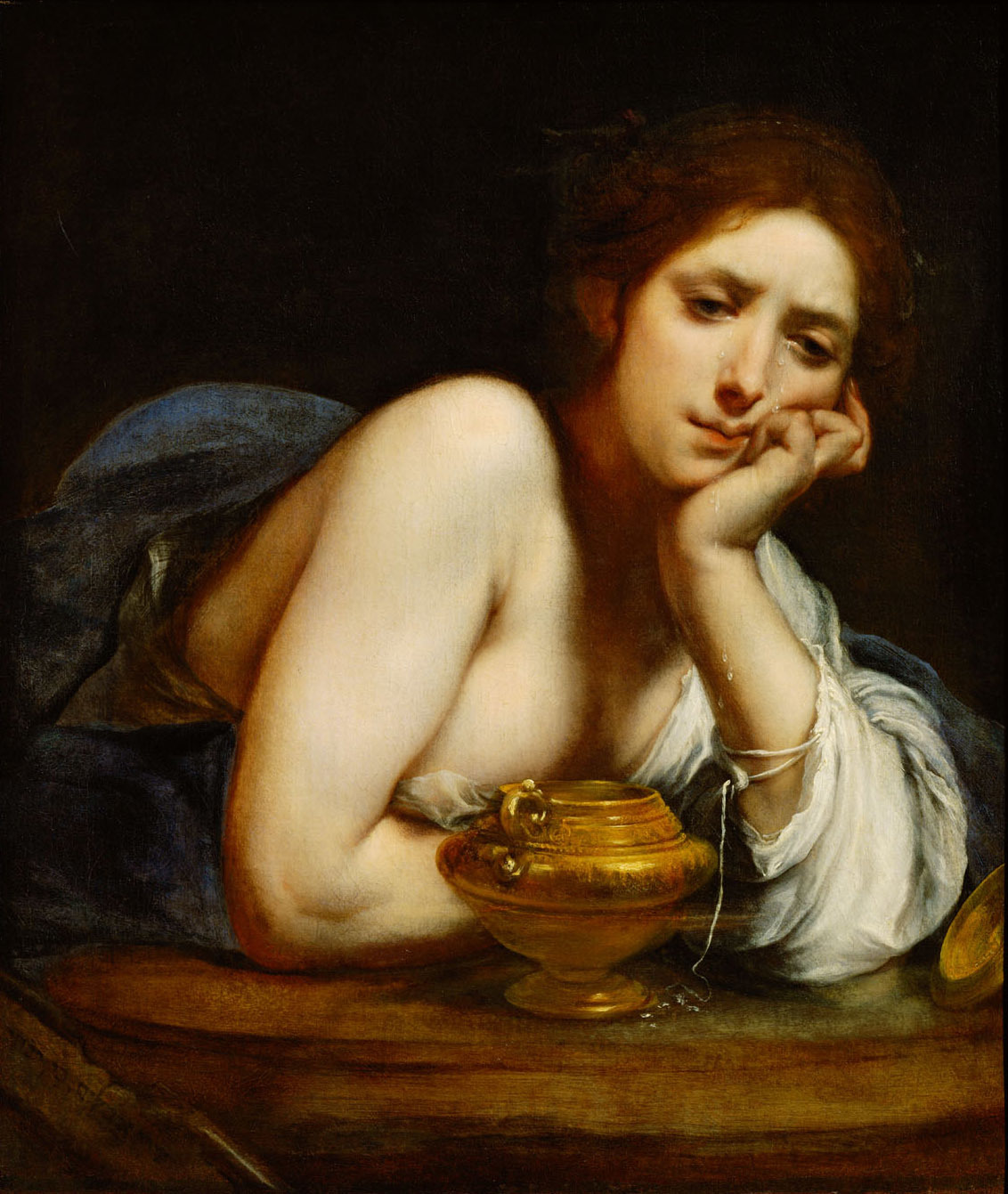
『マグダラのマリア』
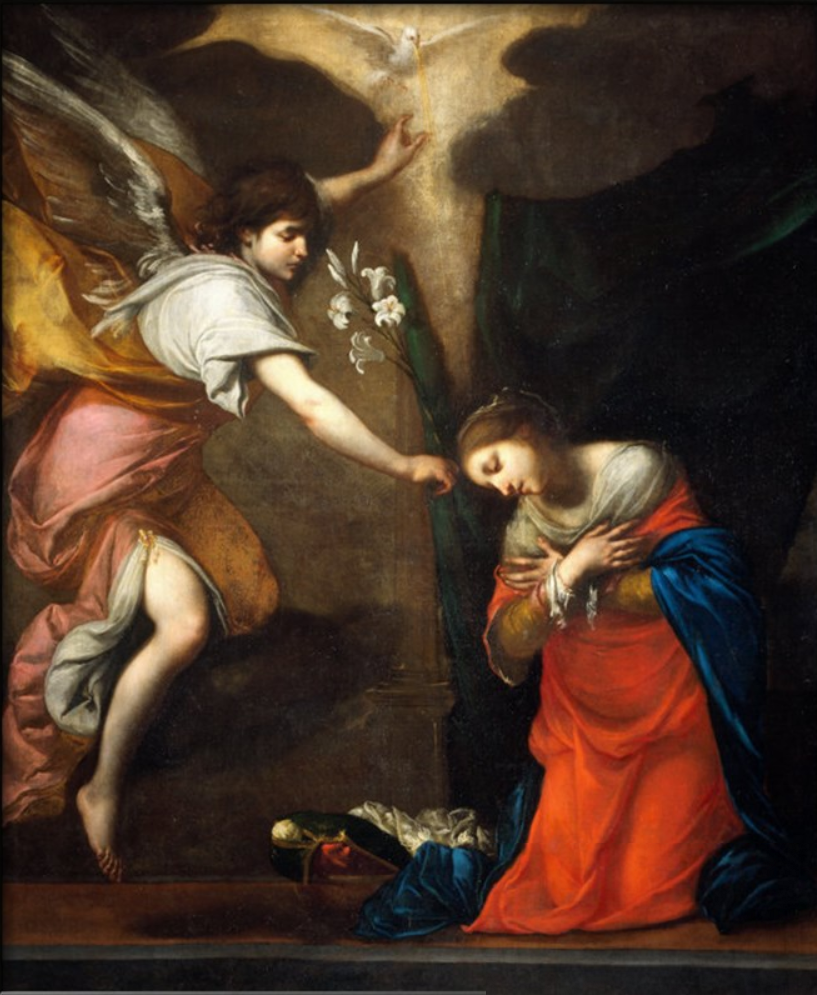
『受胎告知』